# فيضانات ماليزيا 2021-22
فيضانات ماليزيا 2021-22 في 16 ديسمبر 2021 وصل منخفض استوائي إلى الساحل الشرقي لشبه جزيرة ماليزيا، مما تسبب في هطول أمطار غزيرة في جميع أنحاء شبه الجزيرة لمدة ثلاثة أيام. أدت الفيضانات الناتجة التي أثرت على ثماني ولايات في جميع أنحاء البلاد إلى مقتل 54 شخصًا على الأقل وفقد شخصين. خلال أقصى مدى لها تسببت في نزوح متزامن لأكثر من 71.000 من السكان، وأثرت على أكثر من 125.000 شخص بشكل عام.
أعلن المسؤولون الحكوميون أنها كارثة "تحدث مرة كل قرن"، وهي أسوأ فيضانات في البلاد من حيث عدد السكان النازحين منذ فيضانات ماليزيا 2014-2015. كما تمت مقارنتها تاريخيًا بفيضانات كوالالمبور عام 1971. وأنها أخطر كارثة مرتبطة بالأعاصير المدارية تضرب ماليزيا منذ العاصفة الاستوائية جريج عام 1996 والتي قتلت 238 شخصًا وخلفت 102 آخرين في عداد المفقودين.
تم قياس هطول أمطار قياسية في محطات الطقس في سيلانجور وكوالالمبور. تم الإبلاغ عن أضرار واسعة النطاق في ولايتي سيلانجور وباهانج، وخاصة منطقة هولو لانجات ومدينة شاه علم. تعرضت الحكومة الماليزية لانتقادات بسبب تأخرها في الاستجابة واللامبالاة تجاه الكارثة. قام العلماء ونشطاء المناخ ووسائل الإعلام إلى حد كبير بإجراء اتصالات بهذه الكارثة كمثال للطقس القاسي المنسوب إلى تغير المناخ.

## التأثير
المنخفض الاستوائي عبر وسط ماليزيا وأدى إلى فترات طويلة من الأمطار الغزيرة المستمرة. تم كسر العديد من سجلات الأرصاد الجوية خلال العملية. سجلت محطة الأرصاد الجوية في سينتول ذروة هطول الأمطار اليومية 363 ملم (14.3 بوصة)، أي ما يعادل شهرًا من هطول الأمطار في المنطقة. تبعتها قياسات 273 ملم (10.7 بوصة) في منحة سنجي تون عبد الرزاق، و258 ملم (10.2 بوصة) في جينجانغ، و247 ملم (9.7 بوصة) في غومباك. تم إخطار أمير الدين شاري منتيري بيسار في سيلانجور من قبل إدارة الري والصرف في سيلانجور بأن الولاية قد تلقت 380 ملم (15 بوصة) من الأمطار. في السابق كانت أعلى قياسات هطول الأمطار في الولاية 180 ملم (7.1 بوصة).
خلال أقصى مدى تم إجلاء 71000 شخص من ثماني ولايات إلى ملاجئ الطوارئ. أعلنت لجنة التنسيق الوطنية عن نزوح 69.134 نازحًا في 21 ديسمبر. في 23 ديسمبر أعلن المفتش العام للشرطة أكريل ساني عبد الله ساني عن أرقام النزوح بـ 68.341 شخصاً.
تعرضت بعض أجزاء الطريق السريع الفيدرالي وطريق نيو كلانج فالي السريع وطريق الكرك السريع للانهيارات الأرضية والفيضانات، مما جعلها غير سالكة تمامًا. على طريق الكرك السريع تقطعت السبل بـ 450 من سائقي السيارات لمدة يومين قبل أن يتم إنقاذهم. تم إنقاذ 226 شخصًا من منطقة نكيف. تم إغلاق طريق شاه علم السريع الذي تعرض لفيضانات طفيفة لمدة يومين. قدرت السلطات أن 224 طريقًا (126 ولاية، 98 اتحاديًا) تعطلت بسبب الظروف المتعلقة بالفيضانات. تم إغلاق 333 محطة فرعية كهربائية من ست ولايات لأسباب تتعلق بالسلامة، مما أدى إلى انقطاع التيار الكهربائي.
تم اكتشاف ما لا يقل عن 181 حالة كوفيد 19 بين الأشخاص الذين تم إجلاؤهم. حذر وزير الصحة خيري جمال الدين في 20 ديسمبر من أن الكارثة قد تؤدي إلى زيادة الإصابات في البلاد